# Aaron Cleare
Aaron Clearke (ur. 31 stycznia 1983) – bahamski lekkoatleta specjalizujący się w  biegu na 400 metrów.

## Osiągnięcia
- 6. miejsce podczas igrzysk olimpijskich (sztafeta 4 x 400 m, Ateny 2004)
- złoty medal Mistrzostw Ameryki Środkowej i Karaibów (sztafeta 4 x 400 m, Nassau 2005)
- medalistka mistrzostw kraju

## Rekordy życiowe
- bieg na 400 m – 45,90 (2005)